# Los Feliz

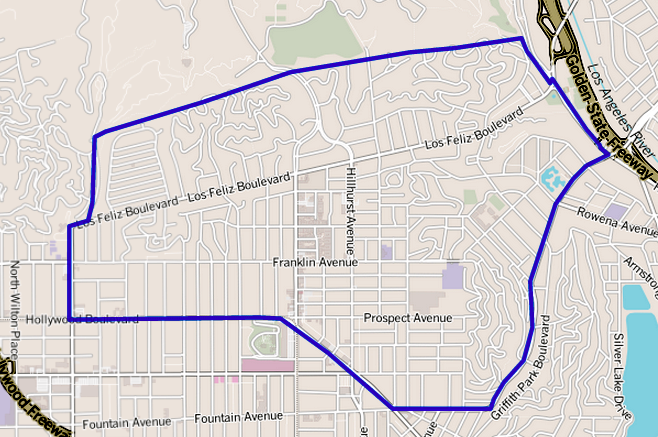
Karte von Los Feliz gemäß dem Projekt Mapping L.A. der Los Angeles Times

Los Feliz ist ein Stadtteil der kalifornischen Millionenstadt Los Angeles. Er ist als Wohnsitz von Prominenten bekannt.

## Name

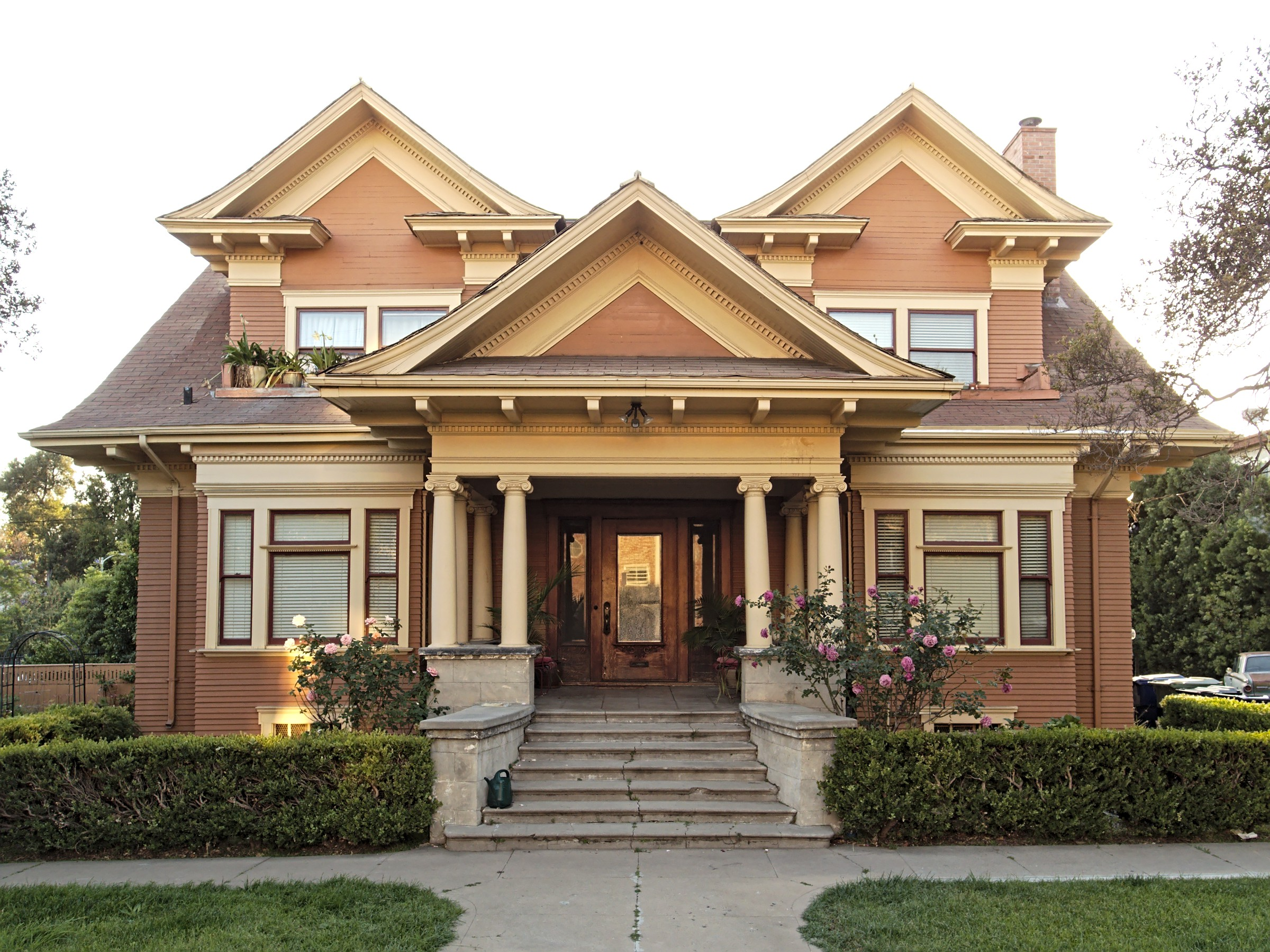
Wohnhaus des früheren Bürgermeisters James R. Toberman in Los Feliz, 1749 Harvard Boulevard, erbaut um 1907

Der Name Los Feliz leitet sich nicht von dem spanischen Wort für Glück ab, sondern geht auf Jose Vicente Feliz zurück, dem zu Kolonialzeiten die Rancho Los Feliz gehörte. Die Aussprache von Los Feliz gilt als umstritten. Es gibt mindestens vier mögliche Weisen den Namen auszusprechen. Die heutige gängigste Betonung entspricht derjenigen von Zuwanderern aus dem Mittleren Westen.

## Lage
Los Feliz grenzt im Norden an Griffith Park, im Osten an Atwater Village und Silver Lake, im Süden an East Hollywood und im Westen an Hollywood und die Hollywood Hills. Los Feliz reicht von der Western Avenue im Westen bis zum Los Angeles River im Osten. Im Süden ist der Hollywood Boulevard und weiter östlich der Sunset Boulevard die Grenze des Viertels. Es hat eine Fläche von 2,61 Quadratmeilen (6,76 Quadratkilometer). Durch Los Feliz führt die Hollywood-Verwerfung (Hollywood Fault Line). Es handelt sich um eine Erdbebenspalte, die Erdbeben von einer Stärke bis zu 7,0 auf der Richter-Skala verursachen kann.

## Demographie
Laut der Volkszählung 2000 lebten seinerzeit 35.238 Personen in Los Feliz. Nach Schätzungen der Planungskommission der Stadt Los Angeles waren es 2008 36.933 Einwohner. Die größte ethnische Gruppe sind Weiße (57,6 %) vor Latinos (18,7 %) und asiatischstämmigen Personen (13,7 %). 44,5 % der in Los Feliz lebenden Personen wurden außerhalb der USA geboren. Das Medianeinkommen pro Haushalt 2008 betrug 50.793 $, drei Viertel der Bewohner wohnen zur Miete.
Los Feliz ist bekannt als Wohnort von Berühmtheiten. Einerseits, da von hier sowohl Hollywood als auch Downtown Los Angeles gut erreichbar sind. Andererseits bieten die Höhen des nahen Griffith Park Sichtschutz und Privatsphäre. Es hat sich hierbei eine Dreiteilung des Viertels ergeben. Nördlich des Los Feliz Boulevards liegen die Villen der Reichen und Berühmten, entlang des Boulevards erstrecken sich Geschäfte, südlich findet sich Wohnraum für den Mittelstand.
Prominente mit Wohnungen in Los Feliz sind beispielsweise Scarlett Johansson, Katy Perry, und Angelina Jolie.

## Geschichte
Los Feliz war ursprünglich Siedlungsgebiet des Tongva-Volkes. Am Fern Dell Canyon in der Nähe von Griffith Park befinden sich Reste einer Tongva-Siedlung.

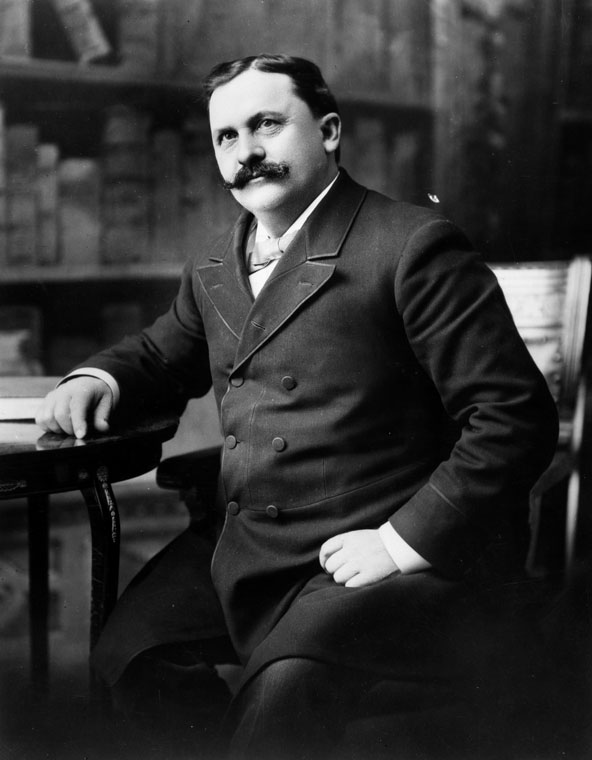
Griffith J. Griffith (1850–1919) um 1900

Los Feliz war Teil einer frühen Landschenkung für Jose Vicente Feliz. Die Familie Feliz besaß das Land bis 1863. In diesem Jahr schwatzte Anthony Coronel dem Familienoberhaupt das Land ab. Ein Angehöriger soll daraufhin Coronel und das Land verflucht haben. Später erwarb Elias „Lucky“ Baldwin die Rancho Los Feliz, musste das Land aber mit Verlust verkaufen. Schließlich erwarb Griffith J. Griffith das Land und versuchte die Hanglage zu vermarkten. Er war allerdings erfolglos und trennte den nördlichen Teil ab und stiftete es der Stadt Los Angeles als Park, dem heutigen Griffith Park. Mit dem Aufstieg der Filmindustrie und der boomenden Ölindustrie fanden sich aber dann wohlhabende Interessierte für Wohngrundstücke im heutigen Los Feliz.
Durch den Mord an Leno und Rosemary LaBianca am 10. August 1969 durch Anhänger von Charles Manson geriet das Viertel in die Schlagzeilen.

## Architektur

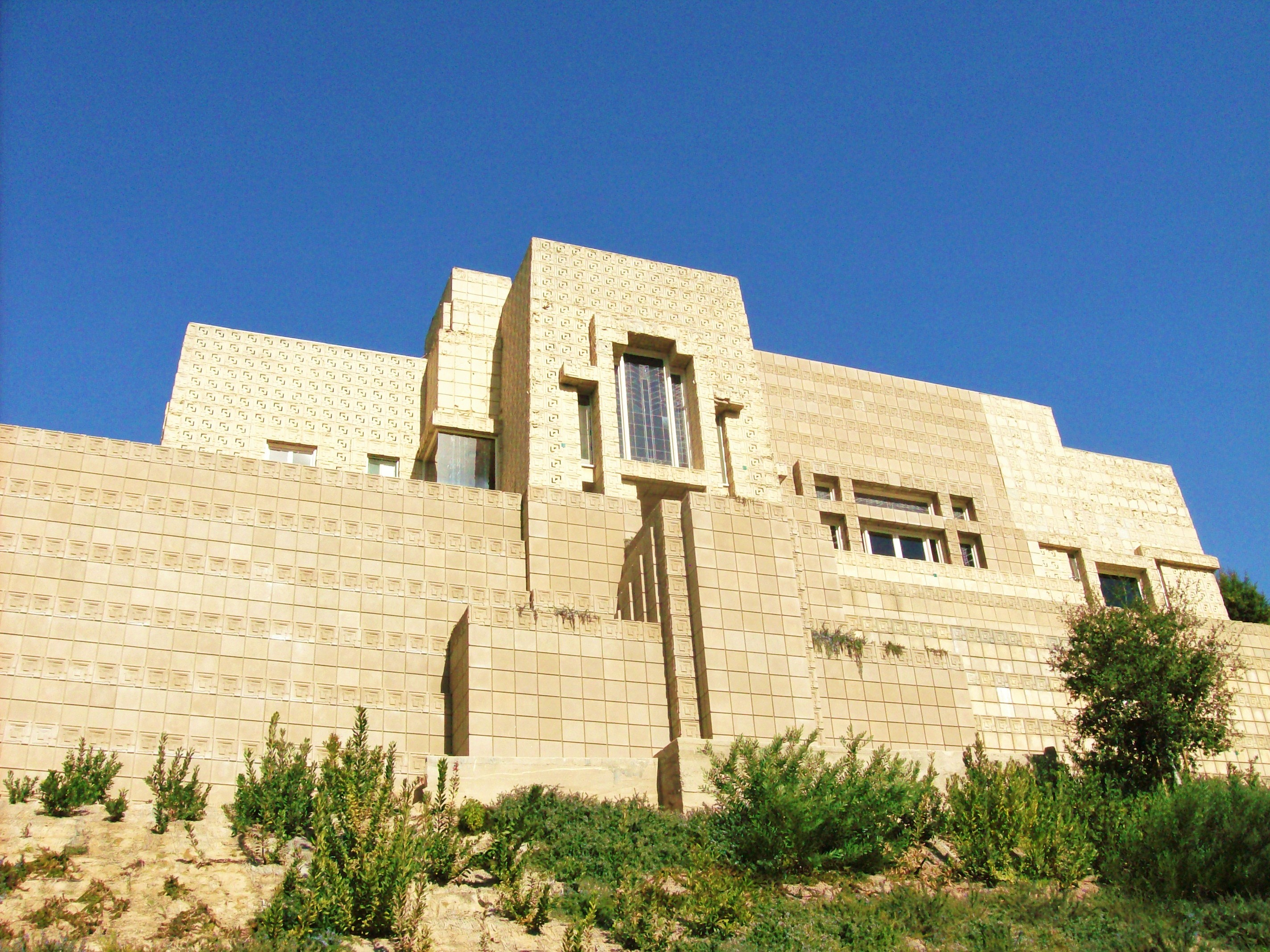
Ennis House von Frank Lloyd Wright

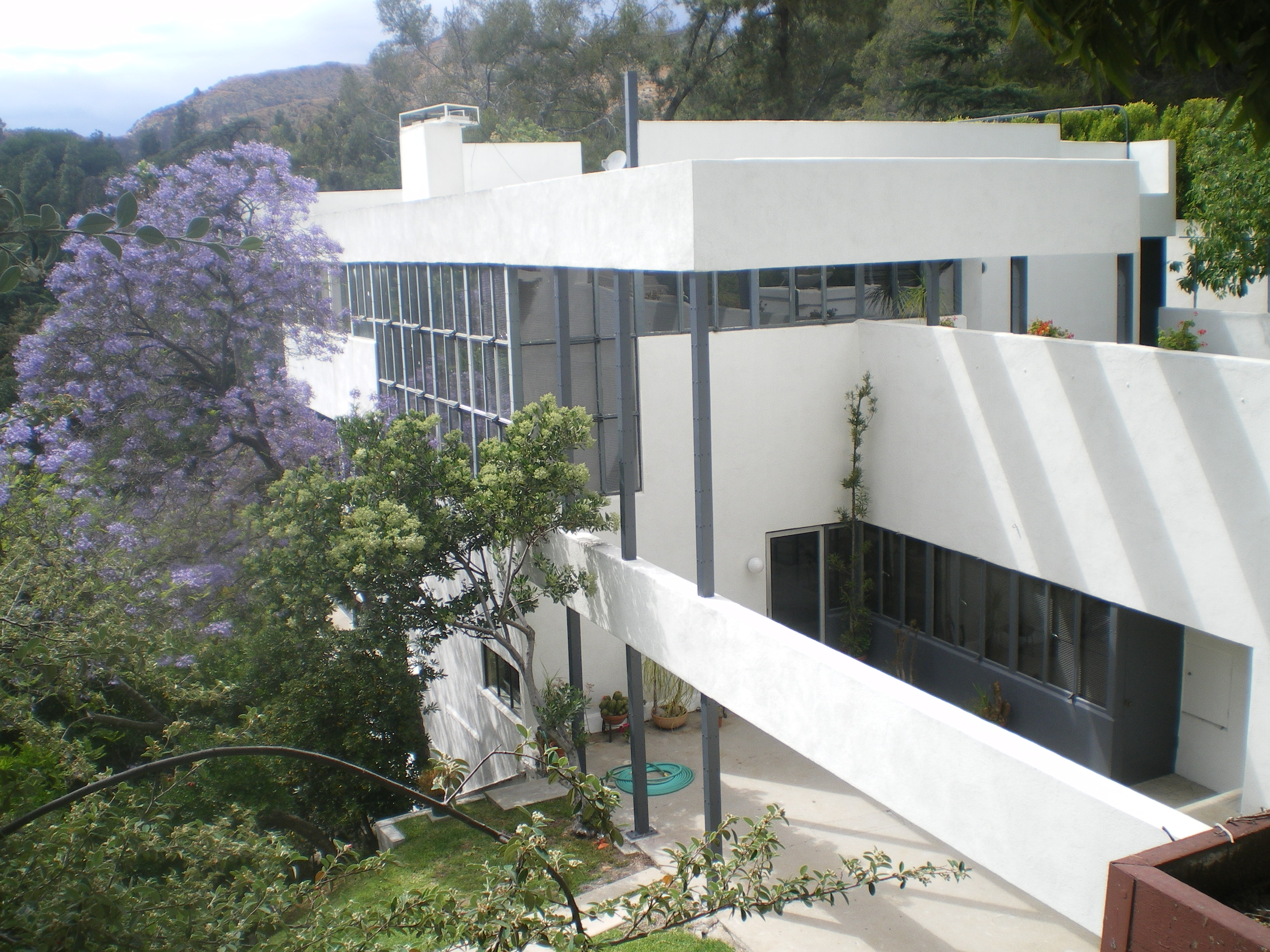
Lowell House von Richard Neutra

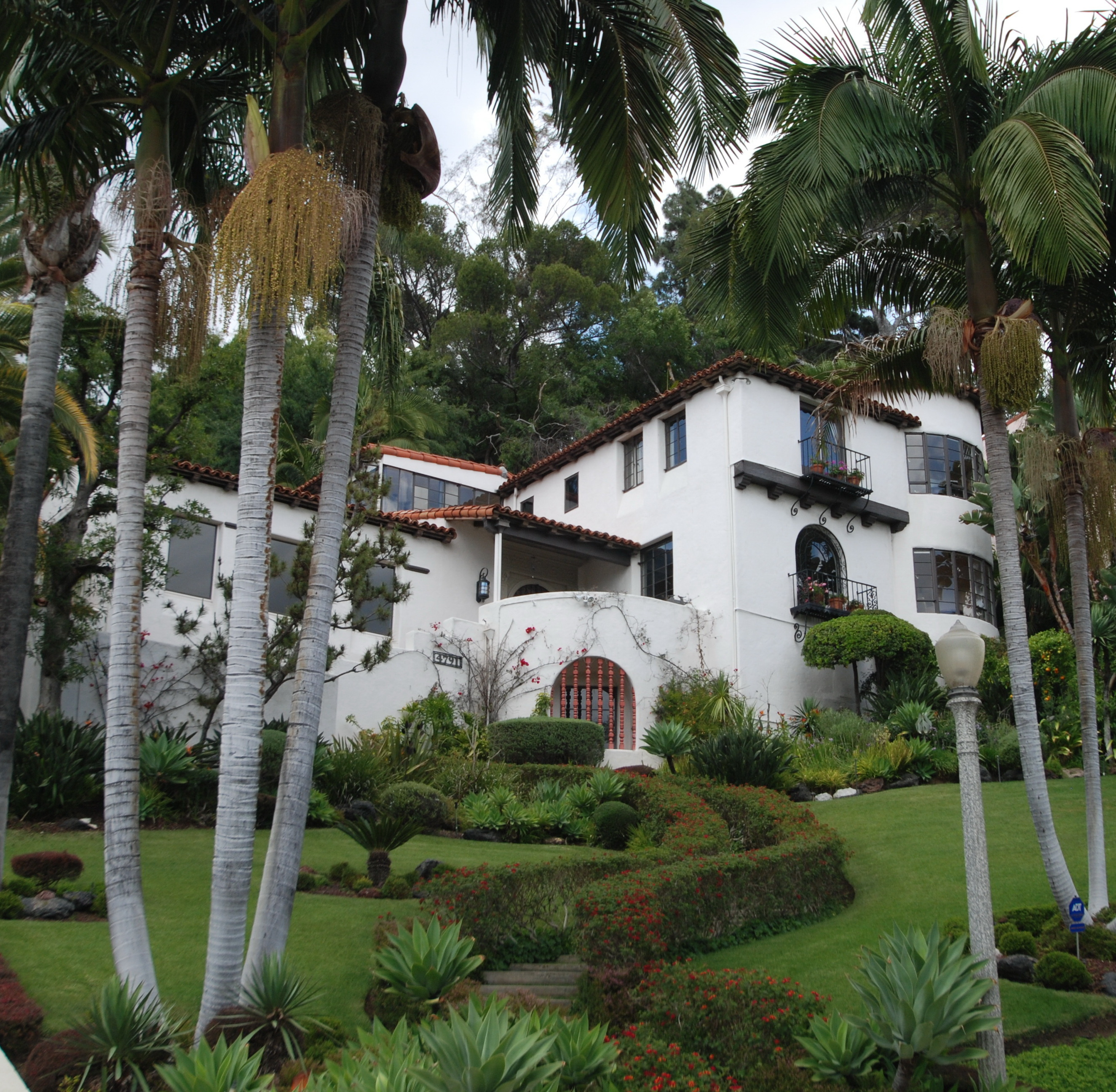
Blackburn Residence von Paul R. Williams

Die Bauwerke in Los Feliz reflektieren die Geschichte als Wohnort der Reichen und Schönen. Die Mehrzahl der Gebäude wurden in der Zeit zwischen Erstem und Zweitem Weltkrieg errichtet. Stilistisch finden sich hier Häuser der Moderne, als auch in unterschiedlichen Revival-Stilen. Das Viertel verfügt über Werke von Architekten wie Wallace Neff, Frank Lloyd Wright, Richard Neutra, Gregory Ain oder Rudolph Schindler. Bekannte Werke sind etwa das Ennis House von Wright oder Neutras Lovell House, das im Film L.A. Confidential zu sehen war. Ein Beispiel für die in einem Revival-Stil errichteten Häuser ist die 1927 von Paul R. Williams errichtete Blackburn Residence.